# الحاج مالك
الحاج مالك (بالفرنسية: Elhadji Malick Tall)‏ (مواليد 25 يناير 1995) هو لاعب كرة قدم سنغالي ، يلعب كمهاجم لنادي الأنصار اللبناني.
سجل الحاج مالك سجل ضمن قائمة أفضل هدافي الدوري اللبناني لكرة القدم حسب الموسم لأكثر من موسم كروي لبناني مع نادي الأنصار اللبناني .

## روابط خارجية
- الحاج مالك على موقع Soccerway.com (الإنجليزية)
- الحاج مالك على موقع كووورة